# Grand Prix de triathlon 2021
Navigation
Grand Prix de triathlon 2020 Grand Prix de triathlon 2022
Le Grand Prix de triathlon 2021 est composée de cinq courses organisées par la Fédération française de triathlon (FFTRI). Chaque course est disputée au format « sprint » soit 750 m de natation, 20 km de cyclisme et 5 km de course à pied. 
Le Grand Prix de triathlon 2021 se déroule du 13 juin au 12 septembre 2021.

## Calendrier
| Étapes   | Date              | Villes              |
| -------- | ----------------- | ------------------- |
| 1° étape | 13 juin 2021      | Dunkerque           |
| 2° étape | 4 juillet 2021    | Metz                |
| 3° étape | 21 août 2021      | Châteauroux         |
| 4° étape | 4 septembre 2021  | Quiberon            |
| 5° étape | 12 septembre 2021 | Saint-Jean-de-Monts |

## Équipes engagées

### Hommes
- Poissy Triathlon
- Triathlon Club Liévin
- Les Sables Vendée Triathlon
- St-Jean-de-Monts-Vendée Triathlon
- Metz Triathlon
- Montluçon Triathlon
- Triathlon Toulouse Métropole
- Montpellier Triathlon
- Sainte Geneviève Triathlon
- Triathl'Aix
- Valence Triathlon
- Vitrolles Triathlon
- Chambéry Triathlon
- Evreux AC Triathlon
- Tri Val de Gray
- Versailles Triathlon

### Femmes
- Poissy Triathlon
- Metz Triathlon
- Issy Triathlon
- Triathlon Club Liévin
- Vallons de la Tour Triathlon
- Tri Val de Gray
- T.C.G. 79 Parthenay
- Triathlon Club Châteauroux Métropole 36
- Groupe Triathlon Vesoul Haute-Saône
- Tri Saint Amand Dun 18
- Les Tritons Meldois
- Stade Poitevin Triathlon
- La Rochelle Triathlon
- Triathlon Toulouse Métropole
- Brive Limousin Triathlon
- Sardines Triathlon

## Résultats[1]

### Dunkerque
| Position           | Hommes                      | Femmes           |
| ------------------ | --------------------------- | ---------------- |
| Médaille d'or      | Poissy Triathlon            | Poissy Triathlon |
| Médaille d'argent  | Triathlon Club Lievin       | Metz Triathlon   |
| Médaille de bronze | Les Sables Vendée Triathlon | Issy Triathlon   |

### Metz
| Position           | Hommes                            | Femmes                       |
| ------------------ | --------------------------------- | ---------------------------- |
| Médaille d'or      | Poissy Triathlon                  | Poissy Triathlon             |
| Médaille d'argent  | Triathlon Club Lievin             | Metz Triathlon               |
| Médaille de bronze | St-Jean-de-Monts-Vendée Triathlon | Vallons de la Tour Triathlon |

### Châteauroux
| Position           | Hommes                      | Femmes                |
| ------------------ | --------------------------- | --------------------- |
| Médaille d'or      | Poissy Triathlon            | Poissy Triathlon      |
| Médaille d'argent  | Les Sables Vendée Triathlon | Metz Triathlon        |
| Médaille de bronze | Triathlon Club Lievin       | Triathlon Club Lievin |

### Quiberon
| Position           | Hommes                | Femmes                |
| ------------------ | --------------------- | --------------------- |
| Médaille d'or      | Triathlon Club Lievin | Poissy Triathlon      |
| Médaille d'argent  | Poissy Triathlon      | Issy Triathlon        |
| Médaille de bronze | Montluçon Triathlon   | Triathlon Club Lievin |

### Saint-Jean-de-Monts
| Position           | Hommes                            | Femmes                       |
| ------------------ | --------------------------------- | ---------------------------- |
| Médaille d'or      | St-Jean-de-Monts-Vendée Triathlon | Poissy Triathlon             |
| Médaille d'argent  | Les Sables Vendée Triathlon       | Metz Triathlon               |
| Médaille de bronze | Triathlon Club Lievin             | Vallons de la Tour Triathlon |

## Classement général final

### Attribution des points
| Position       | 1er | 2e | 3e | 4e | 5e   | 6e | 7e   | 8e | 9e   | 10e | 11e  | 12e | 13e | 14e | 15e | 16e | DNF/DNS |
| -------------- | --- | -- | -- | -- | ---- | -- | ---- | -- | ---- | --- | ---- | --- | --- | --- | --- | --- | ------- |
| Points         | 20  | 18 | 16 | 14 | 13   | 12 | 11   | 10 | 9    | 8   | 7    | 6   | 5   | 4   | 3   | 2   | 1       |
| Points Finales | 30  | 27 | 24 | 21 | 19,5 | 18 | 16,5 | 15 | 13,5 | 12  | 10,5 | 9   | 7,5 | 6   | 4,5 | 3   | 1       |

| Position | Hommes                                       | Hommes | Femmes                               | Femmes |
| Position | Équipes                                      | Points | Équipes                              | Points |
| -------- | -------------------------------------------- | ------ | ------------------------------------ | ------ |
|          | Poissy Triathlon                             | 99     | Poissy Triathlon                     | 110    |
|          | Triathlon Club Liévin                        | 96     | Metz Triathlon                       | 92     |
|          | Les Sables Vendée Triathlon                  | 87     | Issy Triathlon                       | 96     |
| 4e       | St Jean de Monts Vendée Triathlon            | 72     | Triathlon Club Lievin                | 75,5   |
| 5e       | Metz Triathlon                               | 70,5   | Vallons de la Tour Triathlon         | 71     |
| 6e       | Montluçon Triathlon                          | 70     | Tri Val de Gray                      | 63     |
| 7e       | Triathlon Toulouse Métropole                 | 61,5   | T.C.G. 79 Parthenay                  | 57,5   |
| 8e       | Montpellier Triathlon                        | 58     | Triathlon Club Châteauroux Métropole | 51,5   |
| 9e       | Sainte Geneviève Triathlon Valence Triathlon | 47     | Groupe Triathlon Vesoul Haute-Saône  | 47     |
| 10e      | Triathl'Aix                                  | 44,5   | Tri Saint Amand Dun                  | 41,5   |
| 11e      | Valence Triathlon                            | 43     | Les tritons Meldois                  | 41     |
| 12e      | Vitrolles Triathlon                          | 33,5   | Stade Poitevin Triathlon             | 35     |
| 13e      | Chambéry Triathlon                           | 26,5   | La Rochelle Triathlon                | 30     |
| 14e      | Evreux AC Triathlon                          | 20,5   | Triathlon Toulouse Métropole         | 28,5   |
| 15e      | Tri Val de Gray                              | 19     | Brive Limousin Triathlon             | 22     |
| 16e      | Versailles Triathlon                         | 19     | Sardines Triathlon                   | 14,5   |

## Résultats individuels[1]
| Hommes                                             | Dunkerque | Metz | Châteauroux | Quiberon | Saint-Jean-de-Monts |
| -------------------------------------------------- | --------- | ---- | ----------- | -------- | ------------------- |
| Bence Bicsák (Metz Triathlon)                      | 1er       |      |             |          |                     |
| Javier Gómez (Triathlon Club Liévin)               | 2e        |      |             | 3e       |                     |
| Jawad Abdelmoula (Poissy Triathlon)                | 3e        |      |             |          |                     |
| Dorian Coninx (Poissy Triathlon)                   |           | 1er  |             |          |                     |
| Anthony Pujades (Poissy Triathlon)                 |           | 2e   | 2e          |          |                     |
| Florin Salvisberg (Triathlon Club Liévin)          |           | 3e   |             |          |                     |
| Maxime Hueber-Moosbrugger (Metz Triathlon)         |           |      | 1er         |          | 2e                  |
| Tom Richard (Poissy Triathlon)                     |           |      | 3e          |          |                     |
| Raphaël Montoya (Triathlon Club Liévin)            |           |      |             | 1er      |                     |
| Michele Sarzilla (Montluçon Triathlon)             |           |      |             | 2e       |                     |
| Léo Bergère (Saint Jean-de-Monts Vendée Triathlon) |           |      |             |          | 1er                 |
| Gábor Faldum (Les Sables Vendées Triathlon)        |           |      |             |          | 3e                  |

| Femmes                                       | Dunkerque | Metz | Châteauroux | Quiberon | Saint-Jean-de-Monts |
| -------------------------------------------- | --------- | ---- | ----------- | -------- | ------------------- |
| Cassandre Beaugrand (Poissy Triathlon)       | 1er       | 2e   | 1er         |          |                     |
| Nathalie Van Coeverden (Poissy Triathlon)    | 2e        |      |             |          |                     |
| Émilie Morier (Issy Triathlon)               | 3e        |      |             |          |                     |
| Non Stanford (Metz Triathlon)                |           | 1er  |             |          |                     |
| Alberte Kjaer Pedersen (Tri Val de Gray)     |           | 3e   |             |          |                     |
| Jeanne Lehair (Metz Triathlon)               |           |      | 2e          |          |                     |
| Audrey Merle (Issy Triathlon)                |           |      | 3e          | 3e       |                     |
| Léa Coninx (Poissy Triathlon)                |           |      |             | 1er      |                     |
| Kira Hedgeland (Triathlon Club Lievin)       |           |      |             | 2e       |                     |
| Summer Rappaport (Metz Triathlon)            |           |      |             |          | 1er                 |
| Sandra Dodet (Poissy Triathlon)              |           |      |             |          | 2e                  |
| Angelica Olmo (Vallons de la Tour Triathlon) |           |      |             |          | 3e                  |